# Italochrysa cuneata
Italochrysa cuneata är en insektsart som först beskrevs av Navás 1911.  Italochrysa cuneata ingår i släktet Italochrysa och familjen guldögonsländor. Inga underarter finns listade i Catalogue of Life.